# Beliatxi
Beliatxi (en rus: Белячий) és un poble (un possiólok) de l'óblast d'Astracan, a Rússia, segons el cens del 2010 tenia3 378 habitants.